# Farmakokinetyka
Farmakokinetyka – dziedzina farmakologii opisująca zmiany stężenia leku lub jego metabolitów w ustroju w czasie. Procesy, którymi zajmuje się farmakokinetyka, dotyczą losów leku w ustroju i są opisywane w systemie LADME. Farmakokinetyka rozpatruje te procesy względem czasu.
Płaszczyzną interpretacji procesów farmakokinetycznych (ADME) są badania in situ, in vivo, in vitro oraz in silico. Na pełny opis farmakokinetyczny leku składa się zbiór parametrów, uwzględniających procesy fizjologiczne i fizykochemiczne, jakim ulega lek w biofazie na przestrzeni czasu, charakteryzujący go w sposób matematyczny i statystyczny.
Podstawowymi parametrami farmakokinetycznymi są:
- stałe szybkości poszczególnych procesów (wchłaniania, eliminacji i innych)
- objętość dystrybucji
- klirens
- biologiczny okres półtrwania (t0,5)
- średnie czasy wchłaniania i przebywania leku w organizmie
- stężenie maksymalne i czas jego wystąpienia
- pole pod krzywą zależności stężenia od czasu (AUC)
- stała Michaelisa i wiele innych.

Znajomość farmakokinetyki pozwala na indywidualną farmakoterapię chorego (monitorowanie stężenia leku we krwi) połączoną z obserwacją stanu klinicznego chorego. Jest to istotne zwłaszcza w stosunku do leków o wąskim indeksie terapeutycznym, kiedy różnica między dawka leczniczą a toksyczną jest niewielka. W takich przypadkach narzędzia farmakokinetyczne pozwalają, na podstawie dwóch lub kilku pomiarów, obliczenie dawki, która będzie lecznicza, a jednocześnie nietoksyczna dla danego pacjenta.
Narzędziami pozyskiwania danych do obliczeń farmakokinetycznych in vivo, in vitro oraz in situ są metody chemii analitycznej. Ponieważ materiał biologiczny (osocze, surowica, krew, mocz), w którym oznaczane jest stężenie leków (czy też metabolitów), jest matrycą złożoną, konieczne jest zastosowanie różnych metod przygotowania próbki. Do najpopularniejszych należą: denaturacja białek, ekstrakcja ciecz–ciecz, ekstrakcja do fazy stałej i różne kombinacje tych metod. Mimo wstępnego oczyszczenia próbki wyżej wymienionymi metodami detekcja leku (metabolitu) musi być poprzedzona jego dalszym rozdzieleniem od substancji endogennych. Obecnie najczęściej stosowaną w tym celu techniką jest chromatografia cieczowa (HPLC, UPLC) z zastosowaniem różnego typu detektorów. Są to głównie detektory typu MS/MS (spektrometria mas), FL (detektor fluorescencyjny), EC (detektor elektrochemiczny), DAD (detektor światła UV do widzialnego). Stosowane są również metody rozdziału opierające się na chromatografii gazowej.
Narzędziem analitycznym są również techniki immunochemiczne, w tym ELISA. Nie są jednak zalecanym narzędziem w analizie DMPK, z uwagi na niską selektywność i specyficzność (przewodniki i dyrektywy FDA, EMEA).
Narzędziami pozyskiwania danych do obliczeń farmakokinetycznych in silico są metody obliczeniowe z zastosowaniem odpowiedniego oprogramowania, na przykład QSAR.